# Home Delivery
Home Delivery est une émission de télé réalité américaine diffusée entre le 13 septembre 2004 et le 9 septembre 2005.

## Distribution
- Egypt
- Sukanya Krishnan
- Stephanie Lydecker
- John Sencio